# Microsoft Store
De Microsoft Store, voorheen de Windows Store, is een digitaal distributieplatform van Microsoft dat gebruikt wordt in Windows 8, Windows 10, Windows 11 en Windows RT. Het wordt gebruikt als webwinkel voor diverse programma's die al beschikbaar waren voor de desktop, maar vooral voor de nieuwe "Windows 8/RT apps". Er zijn zowel gratis als betaalde applicaties beschikbaar in de Windows Store. Betaalde apps variëren tussen de € 1,49 en € 999,99. De Windows Store was voor het eerst beschikbaar in de Windows 8 Consumer Preview, die Microsoft vrijgaf op 29 februari 2012.
Als een app wordt ingediend bij Microsoft, wat noodzakelijk is om de app in de Windows Store te laten publiceren, wordt deze gecontroleerd op compatibiliteit, schadelijke onderdelen of andere kwaadwillige dingen. Microsoft neemt 30% van de verkoopprijs als een app wordt verkocht in de Windows Store.

## Geschiedenis

### Voorganger
Voor de Windows Store had Microsoft een ander digitaal distributiesysteem voor software, dat bekendstond als Windows Marketplace. Dit stelde consumenten in staat hun producten online te kopen en downloaden. De Windows Marketplace werd opgedoekt in november 2008.

### Windows 8
Microsoft kondigde de Windows Store aan op 13 september 2011 op de Build 2011-conferentie. Microsoft bevestigde dat de Windows Store zou worden gebruikt om apps beschikbaar te stellen voor Windows, zowel Metro-style-apps als traditionele desktopapplicaties. Wel zou de Windows Store enkel Windows 8 en later ondersteunen. Met het uitbrengen van de Windows Developer Preview, was de Windows Store echter nog geblokkeerd. Het enige dat zichtbaar was in de Windows Store-app was een melding "Coming Soon".

### Windows 8.1
Windows 8.1 beschikt over een volledig vernieuwde Windows Store. De grootste wijziging is de verandering van de volledige interface. Deze moet nu gebruiksvriendelijker zijn en het moet nu makkelijker zijn om te navigeren. Door middel van een achtergrond die dynamisch meebeweegt, moet de Windows Store ook een rustigere uitstraling hebben. De pagina's voor apps bevatten meer informatie, zoals aanbevolen apps, relevante apps, meer apps van de uitgever, et cetera. Verder controleert de Store nu op updates en installeert deze direct, tenzij anders ingesteld door de gebruiker. De Store beschikt ook over een zoekfunctie. Hoewel die al aanwezig was in de Windows Store van Windows 8.0, is deze nu ook visueel weergegeven. Verder ondersteunt de Windows Store nu de kleinere formaten in snap-modus en ook ondersteuning voor de portretmodus is toegevoegd. Ook de live-tegel van de Store is aangepast en toont nu een nieuwe logo, dat wordt afgewisseld met uitgelichte apps.

#### Mei 2014
Tijdens Patch Tuesday van mei 2014 kreeg de Windows Store opnieuw een nieuw uiterlijk, hoewel het nog steeds sterk leunt op het ontwerp van de originele Windows 8.1 Store, zijn er grafisch, en functioneel, enkele verschillen. De balk die tevoorschijn komt bij het rechts klikken is nu permanent in beeld en bevat een volledig zoekveld. Ook zijn "Populaire hitlijsten" en "Verzamelingen", die ook beide nieuwe functies zijn, toegevoegd aan dit menu. Verder worden apps nu getoond met hun normale tegel in plaats van de brede tegel. En moet de interface ook makkelijker te navigeren zijn met muis en toetsenbord. De slider op de voorpagina werd grafisch aangepast. Ook wordt voortaan getoond of een app ook beschikbaar is in de Windows Phone Store indien deze gekoppeld is aan de app in de Windows Store.

### Windows 10
In Windows 10 werd de store voorzien van een nieuwe interface. Voortaan kunnen ook webapps en desktopapplicaties worden verspreid via de store. Deze worden daarvoor in een sandbox geplaatst door middel van App-V.
Sinds de Fall Creators Update heeft de Windows Store een nieuwe naam namelijk de Microsoft Store.

## Aantal apps
Onderstaande tabel toont het totaal aantal apps volgens MetroStoreScanner op de laatste dag van de maand.
| Jaar | Januari | Februari | Maart   | April   | Mei     | Juni    | Juli    | Augustus | September | Oktober | November | December |         | Totaal nieuw |
| 2012 |         |          |         |         |         |         |         |          |           | 9.000   | 24.358   | 35.973   | 35.973  |              |
| 2013 | 40.666  | 44.309   | 52.751  | 65.891  | 80.302  | 99.401  | 110.299 | 114.624  | 118.551   | 124.437 | 130.982  | 142.451  | 106.478 |              |
| 2014 | 146.287 | 146.548  | 152.302 | 157.782 | 164.029 | 167.971 | 170.976 | 170.535  | 172.458   | 176.157 | 181.176  |          | 38.725  |              |